# 571年
| 千纪： | 1千纪                                                                                                  |
| 世纪： | 5世纪 \| 6世纪 \| 7世纪                                                                                |
| 年代： | 540年代 \| 550年代 \| 560年代 \| 570年代 \| 580年代 \| 590年代 \| 600年代                              |
| 年份： | 566年 \| 567年 \| 568年 \| 569年 \| 570年 \| 571年 \| 572年 \| 573年 \| 574年 \| 575年 \| 576年        |
| 纪年： | 辛卯年（兔年）；高昌延昌十一年；北齊武平二年；西梁天保十年；南朝陳太建三年；北周天和六年；新罗大昌四年 |

## 大事记
- 北周柱國普屯威、韋孝寬等與北齊太傅斛律光在汾水之北交戰，斛律光大破之，攻克北周建安（今河南宜陽西）等四城，俘獲一千餘人回軍，宜陽、汾北之戰以北齊獲勝告終。

## 出生
- 李靖，中国唐朝将军（649年去世，78岁）
- 穆罕默德，伊斯蘭教的先知（632年去世，61岁）

## 逝世
- 钦明天皇，日本第二十九位天皇（539年出生，32岁）